# Gaimersheim
Gaimersheim település Németországban, azon belül Bajorországban. Lakosainak száma 12 436 fő (2023. december 31.).

## Népesség
A település népessége az elmúlt években az alábbi módon változott:
| Lakosok száma | 1137 | 3033 | 5229 | 5630 | 11 339 | 11 534 | 12 013 | 12 150 | 12 251 | 12 436 |
|               | 1875 | 1950 | 1970 | 1975 | 2012   | 2014   | 2016   | 2017   | 2021   | 2023   |